# Studiorum Novi Testamenti Societas
Studiorum Novi Testamenti Societas (SNTS) es una sociedad internacional de eruditos del Nuevo Testamento formada en Oxford en 1947 para promover la investigación en el tema. 
La compañía tiene alrededor de 1000 miembros, todos elegidos a propuesta de dos exmiembros. Inval se otorga a aquellos que han realizado un esfuerzo de investigación correspondiente a dos monografías científicas y "se espera que hagan una contribución creativa y constructiva a los Estudios del Nuevo Testamento". 
La compañía tiene conferencias cada verano en diferentes universidades a las que han sido invitadas (Uppsala 1974, Lund 2008). El SNTS publica la revista académica New Testament Studies y la serie de monografías SNTS Monograph Series (ambas en Cambridge University Press). El nuevo presidente es elegido cada año. Los investigadores suecos que han sido presidentes son Harald Riesenfeld y Birger Gerhardsson. El presidente actual es John Kloppenborg (Canadá).

## Presidentes
Desde 1947, los presidentes del SNTS han sido:
| Año  | Presidente             |
| ---- | ---------------------- |
| 1947 | Johannes De Zwaan      |
| 1948 | G. S. Duncan           |
| 1949 | T. W. Manson           |
| 1950 | Henri Clavier          |
| 1951 | C. H. Dodd             |
| 1952 | W. Manson              |
| 1953 | Rudolf Bultmann        |
| 1954 | V. Taylor              |
| 1955 | Joachim Jeremias       |
| 1956 | E. G. Selwyn           |
| 1957 | H. G. Wood             |
| 1958 | H. J. Cadbury          |
| 1959 | Johannes Munck         |
| 1960 | G. H. C. Macgregor     |
| 1961 | W. C. van Unnik        |
| 1962 | Pierre Benoit          |
| 1963 | W. G. Kümmel           |
| 1964 | Oscar Cullmann         |
| 1965 | Paul S. Minear         |
| 1966 | Rudolf Schnackenburg   |
| 1967 | C. F. D. Moule         |
| 1968 | Harald Riesenfeld      |
| 1969 | Eduard Schweizer       |
| 1970 | M. Black               |
| 1971 | B. M. Metzger          |
| 1972 | Ernst Käsemann         |
| 1973 | C. K. Barrett          |
| 1974 | Béda Rigaux            |
| 1975 | F. F. Bruce            |
| 1976 | W. D. Davies           |
| 1977 | Günther Bornkamm       |
| 1978 | N. Dahl                |
| 1979 | H. Greeven             |
| 1980 | Xavier Léon-Dufour     |
| 1981 | R. McL. Wilson         |
| 1982 | Bo Reicke              |
| 1983 | Reginald H. Fuller     |
| 1984 | J. Dupont              |
| 1985 | Marinus de Jonge       |
| 1986 | Raymond E. Brown       |
| 1987 | E. Lohse               |
| 1988 | Morna Hooker           |
| 1989 | Frans Neirynck         |
| 1990 | Birger Gerhardsson     |
| 1991 | Étienne Trocmé         |
| 1992 | Joseph Fitzmyer        |
| 1993 | Martin Hengel          |
| 1994 | Petr Pokorny           |
| 1995 | Albert Vanhoye         |
| 1996 | Graham Stanton         |
| 1997 | Ulrich Luz             |
| 1998 | Peder Borgen           |
| 1999 | H. D. Betz             |
| 2000 | François Bovon         |
| 2001 | Tjitze Baarda          |
| 2002 | J. D. G. Dunn          |
| 2003 | Hans-Josef Klauck      |
| 2004 | Wayne A. Meeks         |
| 2005 | Barbara Aland          |
| 2006 | Sean Freyne            |
| 2007 | Daniel Marguerat       |
| 2008 | A. B. du Toit          |
| 2009 | Andreas Lindemann      |
| 2010 | Adela Yarbro Collins   |
| 2011 | A. Puig i Tàrrach      |
| 2012 | H. J. de Jonge         |
| 2013 | Christopher M. Tuckett |
| 2014 | Udo Schnelle           |
| 2015 | Judith Lieu            |
| 2016 | Carl Holladay          |
| 2017 | Michael Wolter         |
| 2018 | Jean Zumstein          |